# Леонідов Максим Леонідович
Максим Леонідович Леонідов (нар. 13 лютого 1962, Ленінград) — російський музикант, композитор, співак, автор текстів до своїх пісень, кіно- та театральний актор. Один із засновників біт-квартету «Секрет».

## Біографія
Народився в родині акторів Ленінградського академічного театру комедії, заслужених артистів РРФСР українки Людмили Олександрівни Люлько (10 липня 1923 — 25 жовтня 1967) і одного з зачинателів знаменитих капусників, єврея Леоніда Юхимовича Леонідова (справжнє прізвище Шапіро) (нар. 3 серпня 1935).
У 1979 році закінчив Хорове училище імені М. І. Глінки при Ленінградській державній академічній капелі. У 1983 році закінчив Ленінградський державний інститут театру, музики та кінематографії, курс Аркадія Кацмана і Льва Додіна. Служив в армії — в Ансамблі пісні і танцю Ленінградського військового округу, разом з Миколою Фоменко та Євгеном Олешевим.
У 1983 році став одним із засновників популярного біт-квартету «Секрет» (Микола Фоменко, Андрій Заблудовський, Олексій Мурашов), який почав працювати професійно з 1985 року.
Після виходу з групи в 1990 році, почав сольну кар'єру.
Наприкінці 1990 року, разом з першою дружиною Іриною Селезньовою репатріювався до Ізраїлю. До 1996 року жив і працював в Тель-Авіві, після чого повернувся в Санкт-Петербург.
В 2022 році виступив проти російського вторгнення в Україну

## Родина та особисте життя
- Перша дружина — Ірина Селезньова (нар. 8 вересня 1961)
- У вересні 1999 року одружився з акторкою Ганною Банщиковою (нар. 24 січня 1975), з якою розійшовся у 2003 році[5] .
- Одружений третім шлюбом на актрисі театру Ленсовета Олександрі Андріївні Камчатовій (нар. 6 грудня 1979)[6].
  - діти: дочка Маша (2004) та син Льоня (2008).

## Творчість

### Дискографія

#### З групою «Hippoband»
- 1996 — «Командир»
- 1997 — «Пропливаючи над містом»
- 1999 — «Не дай йому уйти»
- 2000 — «Найкращі пісні 1985—2000»
- 2001 — «Давай закурим!» (альбом пісень Великої Вітчизняної війни)
- 2001 — «Четвер»
- 2003 — «Hippopotazm»
- 2004 — «146 хвилин в Росії» (концертний альбом)
- 2006 — «Основи фен-шуя»
- 2007 — «Світ для Марії»
- 2011 — «Таткові пісні»

#### Сольна дискографія
- 1987 — «Визнання», «Мелодія». Міньон, що містить 4 пісні композитора Якова Дубравина у виконанні Максима Леонідова.
- 1992 — «Maxim». Перший з двох альбомів, що вийшли у Ізраїлі, єдиний альбом виконавця на івриті.
- 1994 — «Шосе спогадів». Другий ізраїльський альбом виконавця, російською мовою.
- 2009 — «Дика Штучка». Альбом, що записаний з Кирилом Широковим[7].

### Фільмографія
- 1985 — «Сумувати не потрібно»
- 1986 — «Як стати зіркою» — ведучий
- 1986 — «Джек Восьмьоркін - американець» — вокал
- 1989 — «Биндюжник та король» — Беня Крік
- 1995 — «Бетті Бен-Басад» (телесеріал, Ізраїль)
- 1998 — «Дух» — Максимильян фон Штольц
- 2003 — «Вбивча сила-5. Блакитний берег» — відомий артист Бєлов
- 2003 — «Демон півдня» (серіал) — Сергій Гладишев
- 2004 — «Алі-баба та сорок розбійників» (Україна) — Касим
- 2004 — «Одна тінь на двох» (серіал) — композитор
- 2008 — «Не намагайтеся зрозуміти жінку» — Ілля Краснов, ветеринар
- 2011 — «Висоцький. Спасибі, що живий»  — імпресаріо Володимира Висоцького[8]